# Antonio Martínez Martínez
Ángel Martínez Martínez (Ajamil de Cameros, La Rioja, 13 de enero de 1770-León; 22 de diciembre de 1854) fue un militar y político español.

## Biografía
Hijo de Manuel Martínez Ulibarría, Regidor perpetuo de su villa natal, y de Josefa Manuela Martínez Lozano y Pastor.
Por un tío oficial de Hacienda en Madrid ingresa en dicha Secretaría siendo intendente de su provincia riojana en 1815 y después contador general en el Consejo Supremo de Hacienda. En el Trienio liberal ocupa el puesto de tesorero general y, por una breve jornada de agosto de 1822, la Secretaría de Estado y del Despacho de Hacienda, aunque será poco antes de la muerte del Rey cuando la ocupe ya de modo más prolongado entre el 25 de marzo y el 27 de diciembre de 1833.
Perteneció en 1834 al Estamento de Próceres del Reino y fue Senador vitalicio desde 1845. Además fue caballero de la Orden de Carlos III.